# Cliff Bentz
Pour les articles homonymes, voir Bentz.
Cliff Stewart Bentz, né le 12 janvier 1952 à Salem (Oregon), est un homme politique américain. Membre du Parti républicain, il est élu au sein de l'Assemblée législative de l'Oregon de 2008 à 2020, avant d'être élu à la Chambre des représentants des États-Unis en novembre 2020.

## Biographie

### Carrière professionnelle et premiers engagements
Cliff Bentz est diplômé de l'Eastern Oregon University (en) en 1974 puis du Lewis and Clark College (en) en 1977. Il devient alors avocat, exerçant dans le droit commercial et le droit des affaires.
Également rancher et agriculteur, Cliff Bentz est membre de la commission sur les ressources en eau de l'Oregon de 1988 à 1996. Il préside la commission durant les deux dernières années de son mandat. Il est par la suite président du conseil des écoles de la ville d'Ontario, où il vit.

### Législateur de l'Oregon

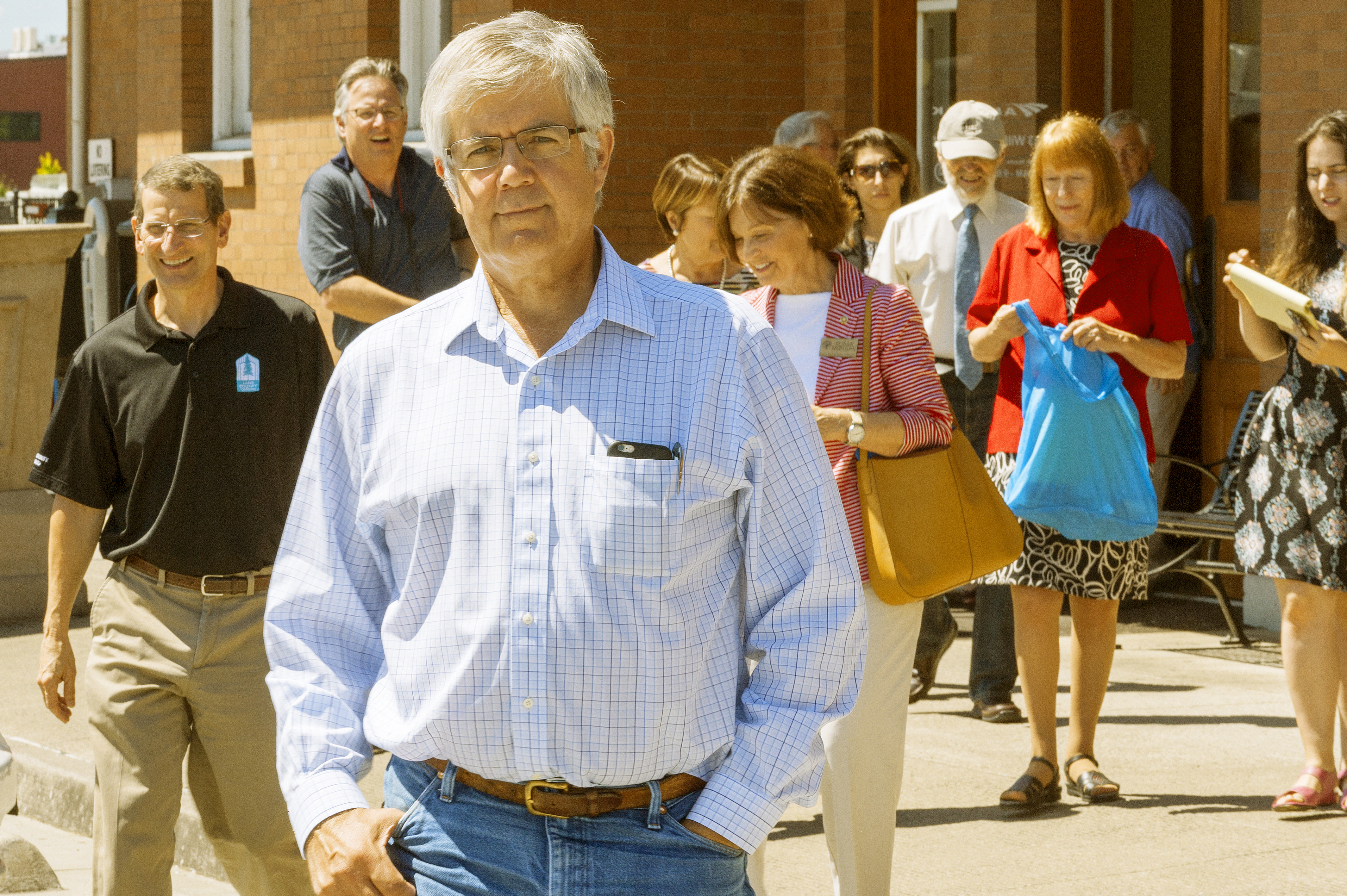
Cliff Bentz visitant la gare d'Eugene en 2016.

En janvier 2008, il est désigné à l'unanimité par les commissaires de plusieurs comtés de l'est de l'Oregon pour remplacer le républicain Tom Butler à la Chambre des représentants de l'Oregon, ce dernier ayant démissionner pour devenir missionnaire. Cliff Bentz est élu pour un mandat complet à la fin de l'année sans opposant démocrate. Il est largement réélu en 2010, 2012, 2014 et 2016, avec toujours plus de 80 % des suffrages. À la Chambre des représentants de l'Oregon, il se spécialise sur les questions de l'énergie et des infrastructures.
En janvier 2018, Cliff Bentz est nommé au Sénat de l'Oregon après la démission de Ted Ferrioli. En novembre, sa nomination est confirmée par les électeurs qui l'élisent avec 71,7 % des voix. Il démissionne de son poste fin 2019 pour se présenter au Congrès des États-Unis.

### Représentant des États-Unis
En 2020, Cliff Bentz se présente à la Chambre des représentants des États-Unis dans le 2e district de l'Oregon, un bastion conservateur de l'est de l'État. Il fait partie des onze républicains candidats à la succession de Greg Walden, qui ne se représente pas. Il remporte la primaire républicaine avec 31,4 % des voix et devance de 9 points son plus proche adversaire, l'ancien représentant de l'Oregon Knute Buehler. Le 3 novembre 2020, il est élu représentant des États-Unis avec 59,9 % des suffrages.
Le 19 mai 2021, il fait partie des 35 représentants républicains à voter avec les démocrates pour la création d'une commission d'enquête sur l'assaut du Capitole du 6 janvier.
Il est largement réélu en 2022 puis en 2024.